# Valter Skarsgård
Valter Skarsgård (Estocolmo, 25 de Outubro de 1995) é um ator sueco.

## Biografia
Skarsgård é o filho mais novo de Stellan Skarsgård e My Skarsgård, uma médica. Tem sete irmãos, cinco do primeiro casamento de seu pai, Alexander, Gustaf, Sam, Bill e Eija. Ele tem dois meio-irmãos, Ossian e Kolbjörn, do segundo casamento de seu pai.

## Filmografia
- 2003 - Detaljer[7]
- 2003 - To Kill a Child
- 2007 - Arn - O Cavaleiro Templário[8]
- 2008 - Arn - O Reino ao Final da Jornada
- 2012 - Portkod 1321
- 2013 - IRL[9][10]
- 2013 - "Love", videoclipe de Emil Hero ft. Ledvig
- 2014 - Portkod 1525
- 2014 - Die Frauen der Wikinger - Odins Töchter (Mulheres vikinga)[11]
- 2014 - "Keep that dream Alive", videoclipe de Vinsten
- 2016 - Siv sover vilse
- 2016 - Black Lake[12][13]
- 2016 - "ManUNkind", videoclipe do Metallica
- 2017 - Småstaden
- 2018 - Lords of Chaos[14]
- 2018 - Innan Vintern Kommer
- 2018 - Fun House